# Иждагат
Иждагат (каз. Ыждағат, до 2020 г. — Подхоз) — село в Теректинском районе Западно-Казахстанской области Казахстана. Входит в состав Акжаикского сельского округа. Код КАТО — 276233400.
Село расположено на левом берегу реки Урал.

## Население
В 1999 году население села составляло 93 человека (51 мужчина и 42 женщины). По данным переписи 2009 года, в селе проживало 112 человек (63 мужчины и 49 женщин).